# Escudo de Togo
El escudo de Togo más bien un emblema que no un escudo heráldico, fue aprobado el 14 de marzo de 1962 y modificado en 1979.
El escudo está sujeto por dos leones trazados de gules con el campo de oro, que portan cada uno un arco y una flecha también de gules. Entre un león y el otro, en la parte central, hay un escudo redondo tradicional de oro cargado con las letras RT, mayúsculas de sable, que son las iniciales de la denominación oficial del país en francés: “République Togolaise” (“República Togolesa”). En la parte superior del escudo salen dos banderas nacionales. En lo alto, timbra el escudo una cinta de oro con el lema nacional en francés: “Union, Paix, Solidarité” (“Unión, Paz, Solidaridad”), que sustituyó al anterior, “Travail, Liberté, Patrie” (“Trabajo, Libertad, Patria”). Originalmente todos estos elementos figuraban en un escudo oval de plata con bordura de sinople.
Según la Constitución de Togo, los leones representan el coraje del pueblo togolés. Llevan un arco y una flecha, símbolo de combate tradicional, para mostrar que la verdadera libertad del pueblo togolés está en sus manos y que su fuerza reside ante todo en sus propias tradiciones. Los leones expresan la vigilancia del pueblo togolés para mantener su independencia, de este a oeste.
De acuerdo con una sentencia del Tribunal Constitucional togolés, el escudo oficial sería más acercado al aprobado originalmente, si bien numerosas administraciones siguen utilizando el descrito más arriba.

## Escudos históricos

Escudo de armas del Protectorado de Togo (1884-1919)
Sello del Togo Francés (1916-1960)
Escudo de armas de la República Togolesa (1960-1962)
Escudo de armas de Togo (1962-1980)
Emblema de Togo (1980-2008)